# Сніговий поземок
Сніговий поземок (англ. Blowing snow) — сніг, піднятий вітром з поверхні на рівні очей (1.8 м) або вище, що зменшує видимість. Поземок може виникати внаслідок падіння снігу або перенесення сильним вітром вже накопиченого на землі снігу. Це одна з основних вимог для формування хуртовини. Код METAR: BLSN. Якщо сніг знаходиться нижче 1.8 метрів, тоді це буде називатися дрейфуючим снігом (англ. Drifting snow). Код METAR: DRSN. Сніг, який здуває, може осідати у вигляді заметів.

## Формування

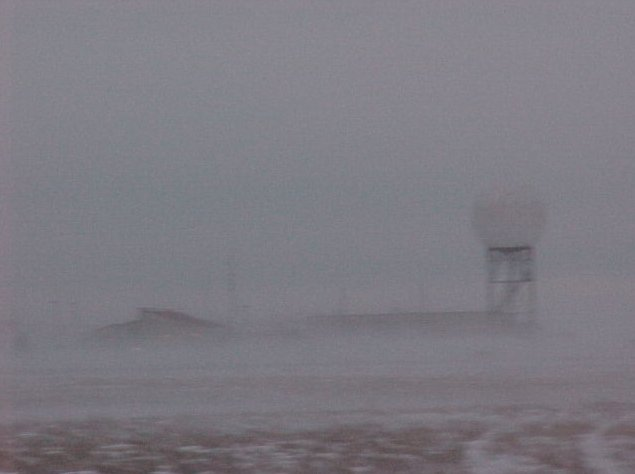
Погіршення видимості через сніговий поземок під час хуртовини

Існує 3 способи формування снігового поземку:
1. В умовах горизонтальної адвекції вітри дмуть по всій поверхні землі з незначним або при відсутності великомасштабного висхідного руху.
2. В умовах конвекції вітри проявляють великомасштабний висхідний рух, піднімаючи сніг в атмосферу, утворюючи дрейфуючі снігові хвилі до 500 метрів у висоту.
3. В умовах термомеханічного змішування в атмосфері утворюються масивні конвективні валики, і хуртовину-- можна спостерігати з космосу, причому конвективні вали хуртовин створюють хвилі снігу (також відомі як снігові вали)[3], що нагадують снігові смуги озера чи океану. Такі екстремальні умови можуть швидко поховати двоповерховий будинок і зробити дихання дуже важким, якщо не неможливим, якщо ви в цей час будете на вулиці.